# San Leonardo de Yagüe
San Leonardo de Yagüe ist eine Kleinstadt und eine Gemeinde (municipio) mit 1.949 Einwohnern (Stand: 2024) im Westen der Provinz Soria in der autonomen Gemeinschaft Kastilien-León in Spanien. Die Gemeinde gehört zur bevölkerungsarmen Serranía Celtibérica.

## Lage und Klima
Der Ort San Leonardo de Yagüe liegt beim Zusammenfluss zweier kleiner Flüsse (Río Arganza und Río Navaleno) ca. 52 km (Fahrtstrecke) westlich der Provinzhauptstadt Soria in einer Höhe von etwa 1050 m; bis nach Burgos sind es knapp 90 km in nordwestlicher Richtung. Das Klima ist gemäßigt bis warm; Regen (ca. 545 mm/Jahr) fällt – mit Ausnahme der eher trockenen Sommermonate – übers Jahr verteilt.

## Bevölkerungsentwicklung
| Jahr      | 1857 | 1900 | 1950  | 2000  | 2019  |
| Einwohner | 900  | 963  | 1.616 | 2.070 | 2.044 |

Die zunehmende Mechanisierung der Landwirtschaft sowie die Aufgabe bäuerlicher Kleinbetriebe und der daraus resultierende Verlust an Arbeitsplätzen haben in der zweiten Hälfte des 20. Jahrhunderts zu einer Landflucht und zu einem deutlichen Anwachsen der Bevölkerungszahl der Kleinstadt geführt. Der bis zum Jahr 2007 zur Gemeinde gehörende Weiler (pedanía) Arganza ist inzwischen gänzlich verlassen (Wüstung).

## Wirtschaft
Grundlage des Lebens und Überlebens der jahrhundertelang als Selbstversorger lebenden Bewohner der heutigen Gemeinde war und ist die Landwirtschaft, zu der auch in geringem Umfang die Viehzucht gehört. Die zum Einflussbereich der Cabaña Real de Carreteros gehörende Straße zwischen Soria und Burgos war und ist darüber hinaus ein nicht unbedeutender Handels- und Pilgerweg. Der Tourismus spielt kaum eine Rolle.

## Geschichte

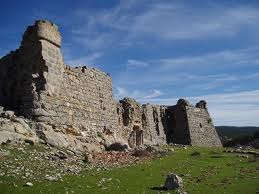
San Leonardo de Yagüe – Castillo del Abaluartado

Römer, Westgoten und Mauren haben keine Spuren auf dem Gebiet der Gemeinde hinterlassen. Das 10. und 11. Jahrhundert sind gekennzeichnet durch die christliche Rückeroberung (reconquista) und Wiederbesiedlung (repoblación) der Gegend. Die erstmalige urkundliche Erwähnung des Ortes stammt aus dem Jahr 1173; seit dem Jahr 1193 gehörten er und sein Umland zum Kloster San Pedro de Arlanza. Im Jahr 1563 verkaufte König Philipp II. die Grundherrschaft (señorio) über den Ort an den ehemaligen Vizekönig von Neapel und Generalkapitän der Artillerie Juan Manrique de Lara aus dem ehemals einflussreichen Haus Lara.
1952 wurde San Leonardo in San Leonardo de Yagüe umbenannt zu Ehren des in diesem Jahr verstorbenen franquistischen Generals Juan Yagüe.

## Sehenswürdigkeiten

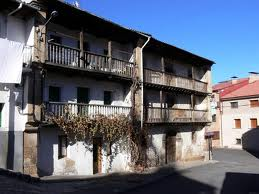
Traditionelle Häuser in San Leonardo de Yagüe

- Das auf einer Anhöhe am Ortsrand gelegene Castillo del Abaluartado entstand um das Jahr 1563 im Auftrag von Juan Manrique de Lara. Der fehlende Bergfried (torre del homenaje), die geböschten Außenmauern (Kurtinen) und die vier deutlich vorspringenden Eckbastionen nehmen die Festungsarchitektur der Folgezeit vorweg.[5]
- Die dreischiffige Kirche San Leonardo Abad ist dem heiligen Leonhard von Limoges (um 600) geweiht; sie entstand im 17. Jahrhundert an der Stelle einer Vorgängerkirche, von der Teile der turmlosen Fassade übernommen wurden. In ihrem Innern finden sich zahlreiche Altarretabel und Figuren; eine ausdrucksstarke Ecce-homo-Figur wird dem Bildschnitzer Gregorio Fernández oder seinem Umkreis zugeschrieben.
- Der Arco Medieval ist der letzte Rest der ehemals vorhandenen Stadtmauer (muralla).
- Auf dem Friedhof sind drei Scheibenstelen (hilarris) zu sehen; eine stammt aus dem ehemaligen Weiler Arganza.
- Beispiele für die baskisch beeinflusste traditionelle Architektur der Region in der Zeit um 1800 sind die beiden mit Balkonen versehenen Casas de los Ferrones.

Umgebung
- Die romanische Kirche im Weiler Arganza verfügt über einen Glockengiebel (espadaña) und eine – später zugemauerte – Vorhalle (portico) auf der Südseite.[6]